# Grassette commune
Pinguicula vulgaris
Espèce
Classification phylogénétique
La Grassette commune (Pinguicula vulgaris) est une espèce de plantes à fleurs de la famille des Lentibulariacées et du genre Pinguicula. C'est une plante herbacée vivace originaire de l'hémisphère nord. C'est une plante carnivore commune. Elle possède sur ses feuilles des très petits poils collant des insectes (moucherons ...). Elle peut replier légèrement ses feuilles afin d'augmenter le contact avec les proies.

## Répartition
Elle est largement répandue dans l'hémisphère nord, Eurasie et Amérique. On la trouve essentiellement en altitude, où les sols sont recouverts de neige en hiver. Elle préfère les sols acides des tourbières, mais on la retrouve aussi sur des prairies alcalines.
Plusieurs sous-espèce sont parfois reconnues dont :
- Pinguicula vulgaris subsp. vulgaris
- Pinguicula vulgaris subsp. macroceras (Pall. ex Link) Calder & Roy L. Taylor, 1965, issue d'Amérique du Nord[2].
- Pinguicula vulgaris subsp. bicolor (Woł.) Á. Löve & D. Löve, 1961[3]

## Description
En été, Pinguicula vulgaris présente une forme de rosette d'une dizaine de centimètres de diamètre. Les feuilles sont étroites, aplaties ou à bords recourbées en fonction du milieu. Sa couleur vert clair peut parfois prendre des teintes rouges. Les fleurs sont violettes, isolées au bout d'un pédicelle de 10 cm. Chaque fleur se compose de 5 pétales violets soudés entre eux, et un petit éperon de 1-2 cm prolonge la fleur sur l'arrière. À la base de la rosette se dégagent quelques racines destinées à s'ancrer au sol.
Notons aussi que la plante entière, à l’exception des pétales, est recouverte de glandes collantes destinées à piéger de petits insectes.
En hiver, la plante prend la forme d'un bourgeon de 1 cm environ, formé de petites feuilles en écailles très rapprochées. Cette forme lui permet de résister au températures basses. C'est donc une plante hémicryptophyte.
Les fleurs de la Grassette commune peuvent être parasitées par un champignon nommé Microbotryum pinguiculae qui induit le charbon des anthères, une maladie cryptogamique où le champignon prend le contrôle des anthères afin d'utiliser les pollinisateurs pour ses propres besoins reproductifs.

## Plante carnivore
Le fonctionnement du piège de Pinguicula vulgaris est relativement simple. Il s'agit d'un piège type "papier-mouche", collant. Des glandes en forme de poils (glandes pédicelles) produisent un mucilage collant et odorant, attirant de petits moucherons. La plante détecte ses proies par les substances qu'ils produisent (urée...). Ce signal va alors activer les glandes digestives (sessiles) bien plus aplaties sur la feuille. Ces dernières libèrent un liquide digestif qui digérera la proie. Il existe aussi une seconde réponse à la détection de proie : lorsque celle-ci est de taille plus grande, les bords des feuilles peuvent s'enrouler afin d'augmenter la surface de contact.
Au sein des biotopes pauvres en azote, les plantes ayant capturé des proies révèlent une croissance supérieures à 60% par rapport à celles n'en ayant pas à digérer. Cependant, l'efficacité de ces pièges est à relativiser : peu de proies de grandes tailles sont piègées et de nombreux moucherons sont dérobées par des oportunistes tels que les fourmis, araignées ou reptiles.
Pinguicula vulgaris est également capable de digérer le pollen. Jusqu'à 50% des protéines absorbées peut provenir de pollen transporté par le vent.

Pinguicula vulgaris, la Grassette commune
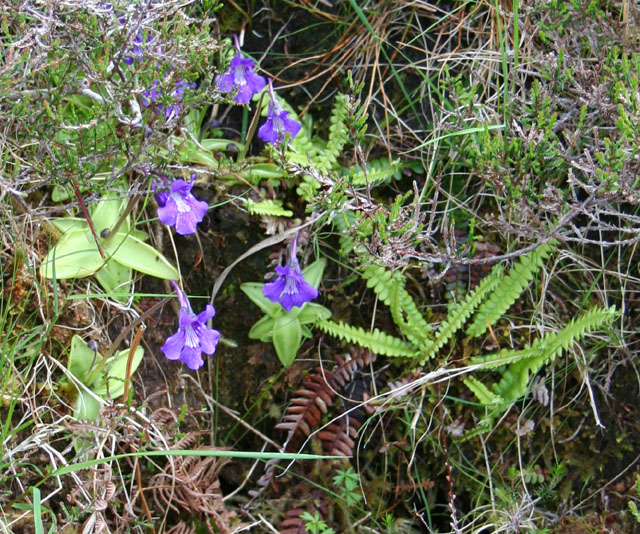
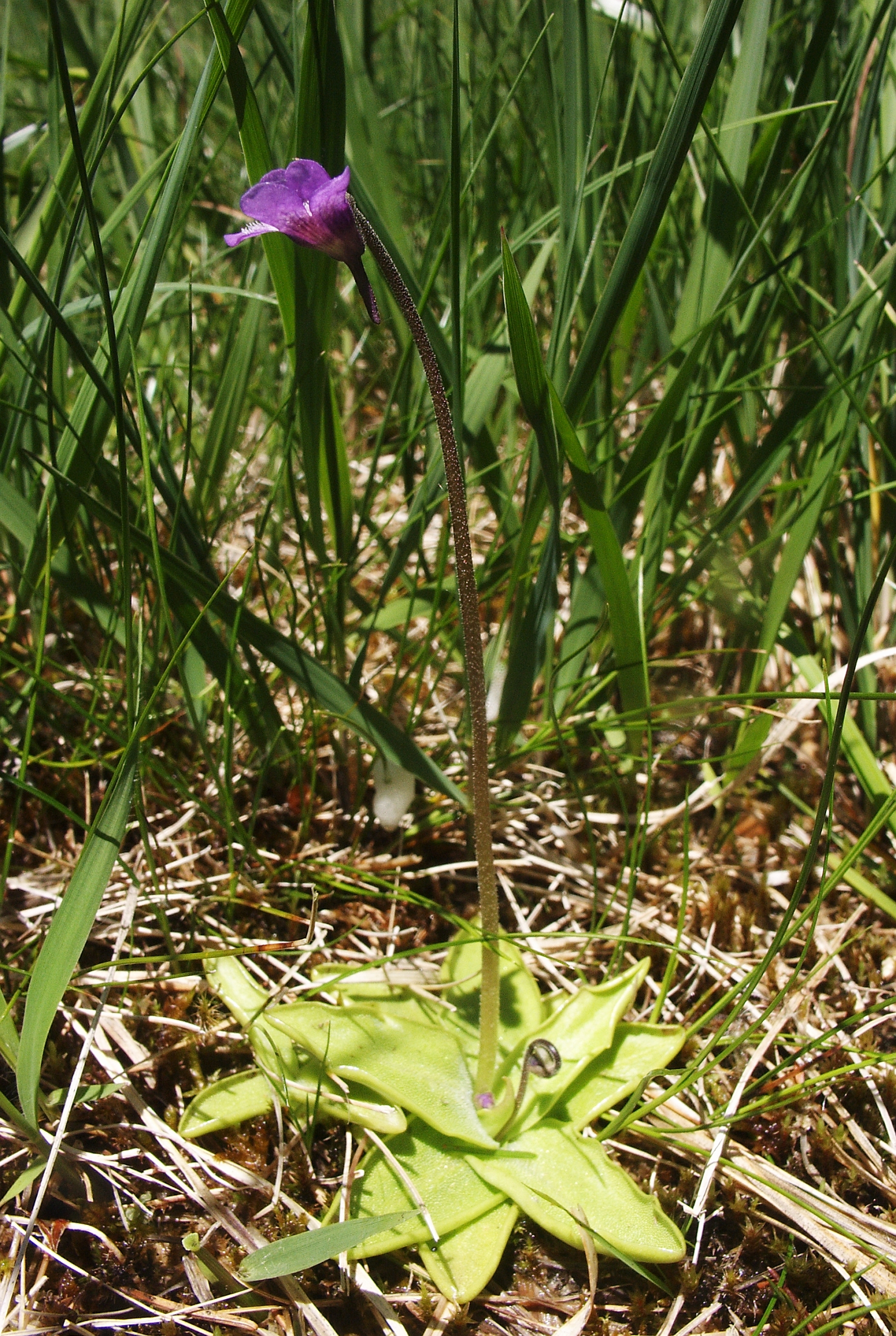
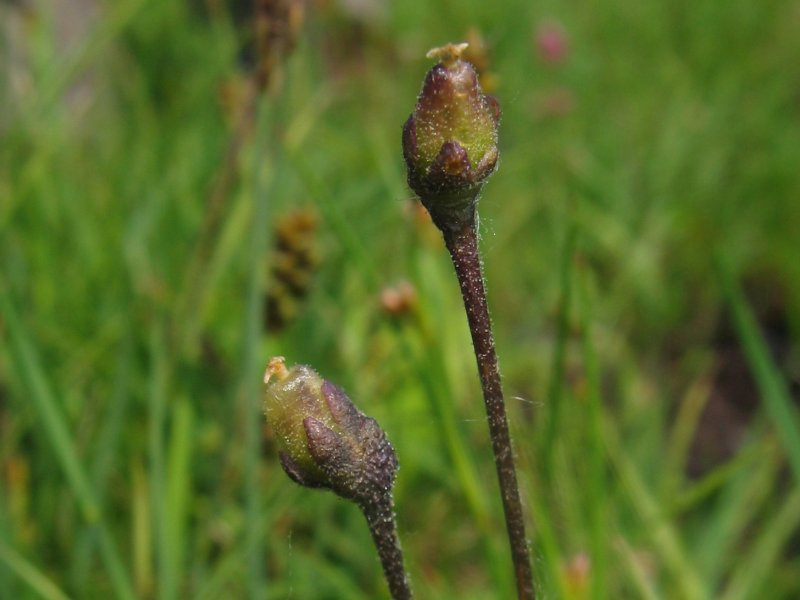
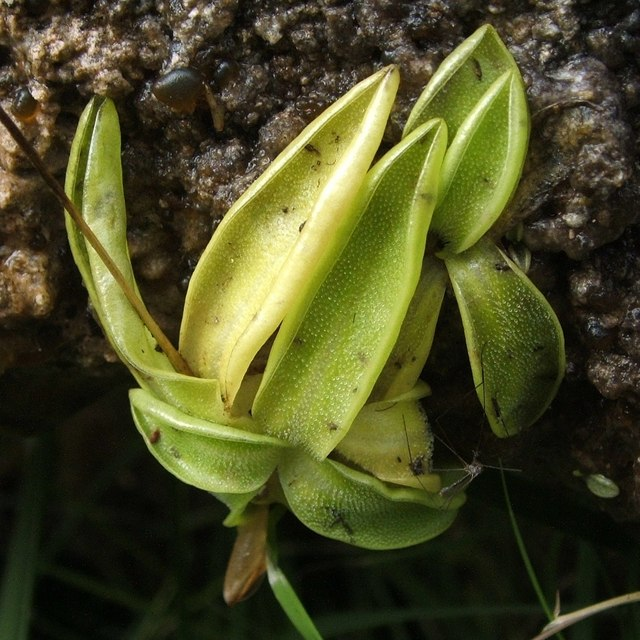
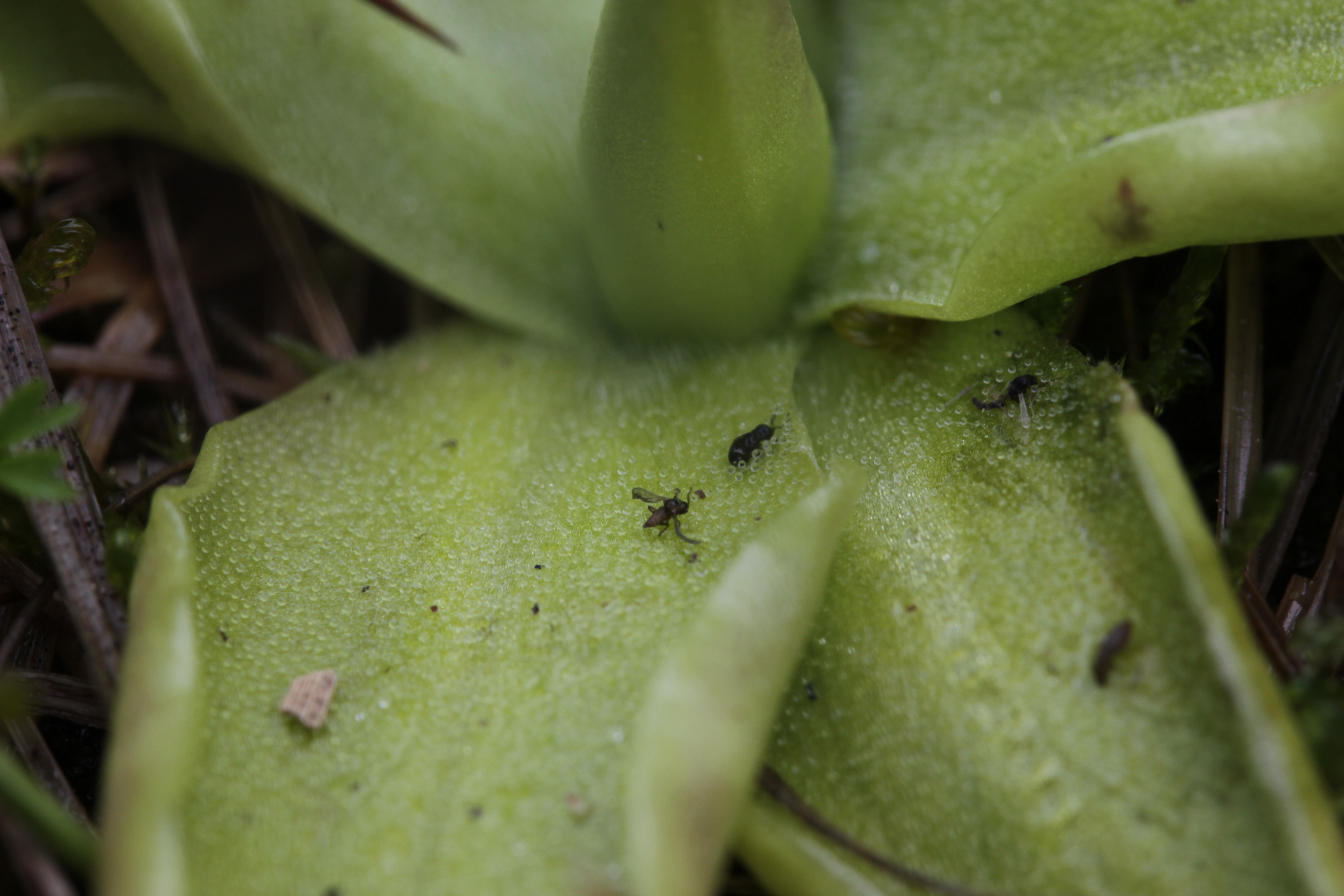
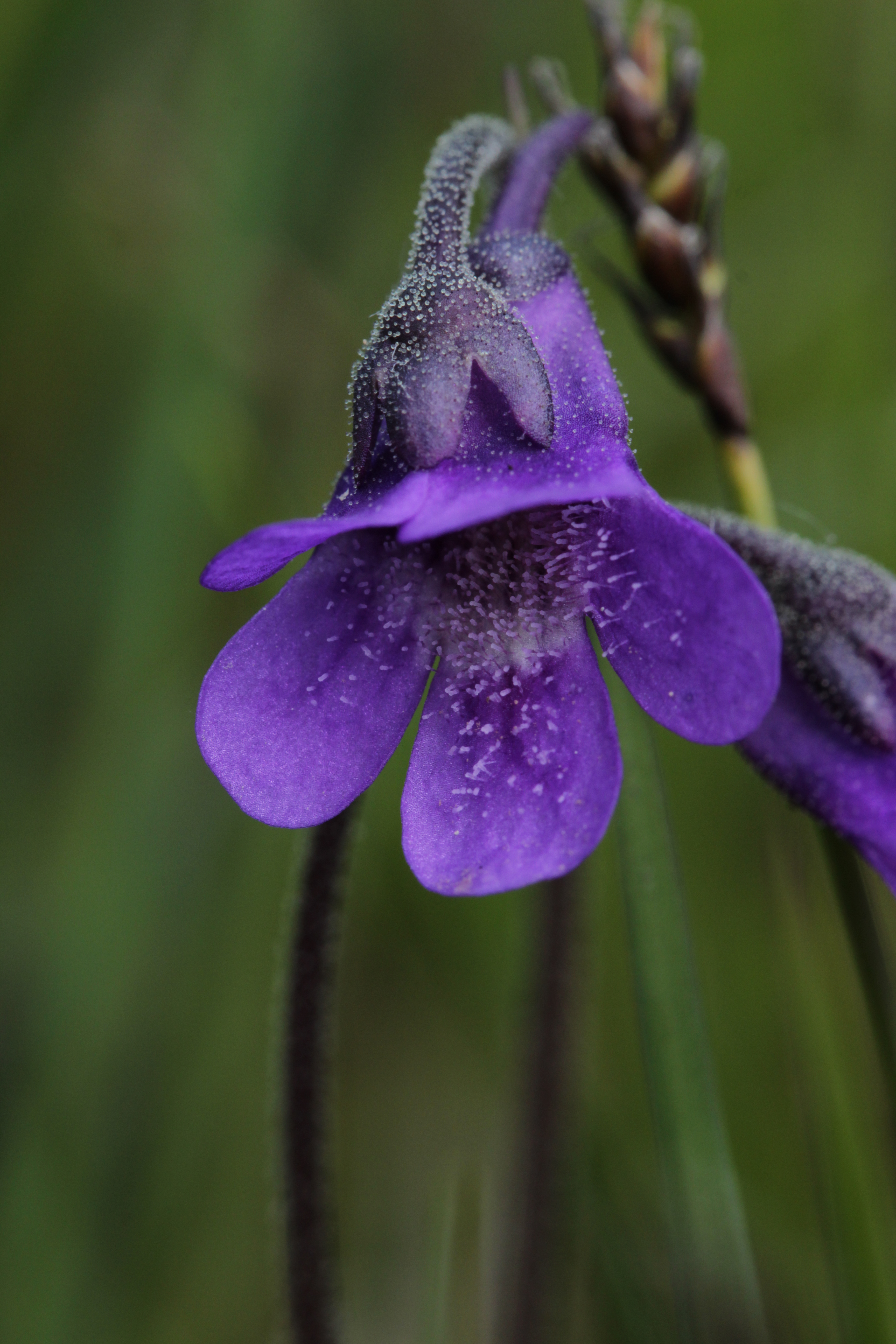
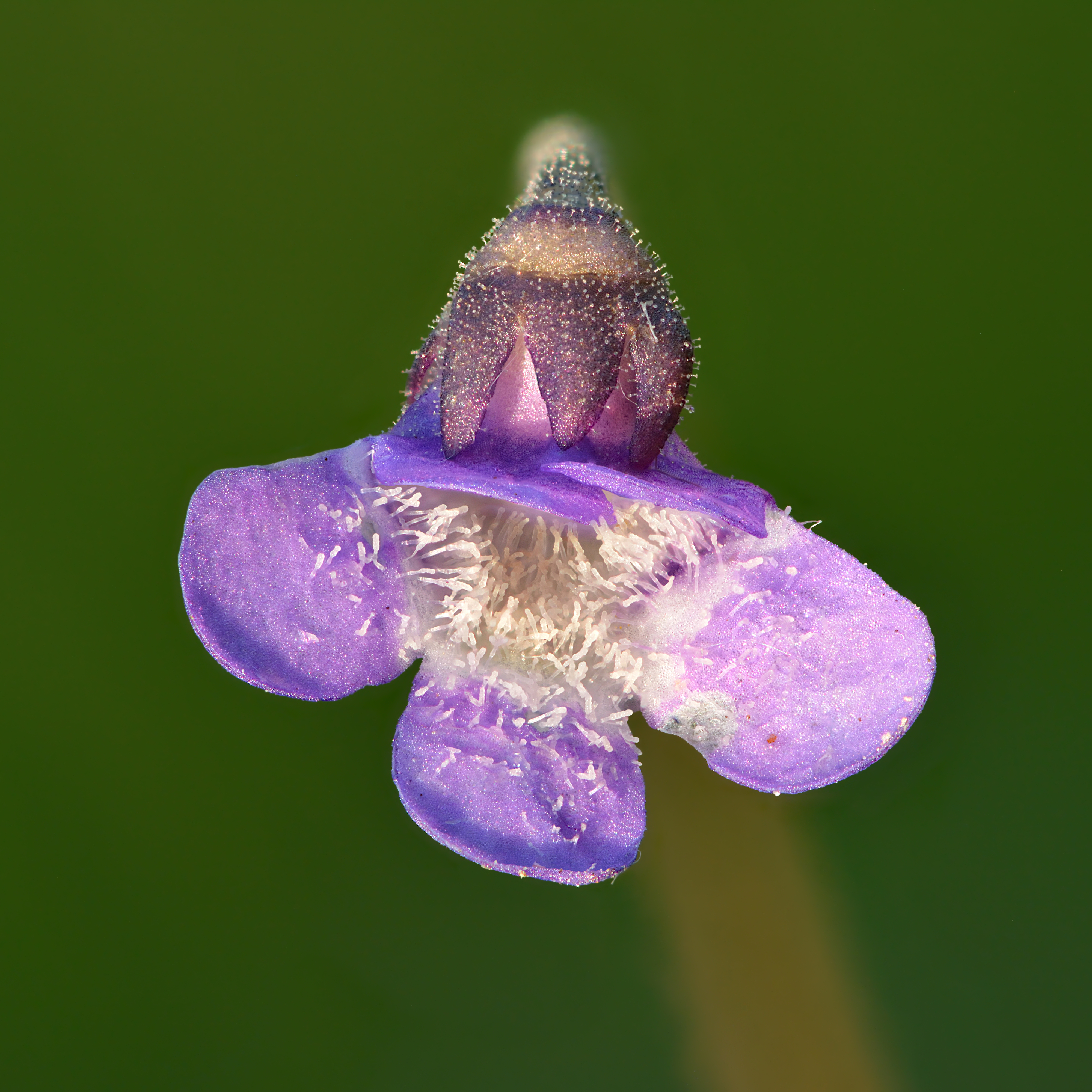